# バルソラーノ
バルソラーノ（イタリア語: Balsorano）は、イタリア共和国アブルッツォ州ラクイラ県にある、人口約3,500人の基礎自治体（コムーネ）。

## 地理

### 位置・広がり

#### 隣接コムーネ
隣接するコムーネは以下の通り。括弧内のFRはフロジノーネ県（ラツィオ州）所属を示す。
- コッレロンゴ
- ペスコゾーリド (FR)
- サン・ヴィンチェンツォ・ヴァッレ・ロヴェート
- ソーラ (FR)
- ヴェーロリ (FR)
- ヴィッラヴァッレロンガ

## 行政

### 分離集落
バルソラーノには、以下の分離集落（フラツィオーネ）がある。
- Balsorano Vecchio, Collecastagno, Collepiano, Ridotti